# Kárpáti István
Kárpáti István (Baja, 1924. április 9. – Ojców, Lengyelország, 1989. július 10.) botanikus, egyetemi tanár.

## Életpályája
Középiskolai tanulmányait szülővárosában, Baján végezte, majd Szegeden járt egyetemre, ahol 1949-ben természetrajz–földrajz szakos középiskolai tanári diplomát szerzett, majd ugyanitt doktorált. 
1950-ben a vácrátóti Természettudományi Múzeum Biológiai Kutató Állomására került, ahol ösztöndíjas kutatóbiológusként dolgozott. Első külföldi tanulmányútja a Kárpátokba és Albánia tóvidékére vezetett. 1952–1955 között a Magyar Tudományos Akadémia Botanikai Kutatóintézete tudományos segédmunkatársaként tevékenykedett. 1957-ben lett a biológia tudományok kandidátusa, ekkortól alakult ki életre szóló együttműködése az erdészettel és a vízüggyel. 
1964-ben a később egyetemmé szerveződő Keszthelyi Agrártudományi Főiskola tanszékvezető egyetemi docensévé nevezték ki. Létrehozta az önálló növénytani és növényélettani tanszéket, amelynek 1989-ig vezetője is volt. Mezőgazdasági növénytant, növényföldrajzot, ökológiát oktatott. Új botanikus kertet alapított, majd 1984-ben felállította a Borbás Vincéről elnevezett ökológiai laboratóriumot. A kari Tudományos Diákköri Tanács elnökeként országos diákköri konferenciát szervezett. A felvételi előkészítő bizottság elnökeként éveken keresztül segítette a karra jelentkezők tanfolyamos és levelező felkészítését. 1973-ban professzor, 1974-ben a biológia tudományok doktora lett.

## Munkássága
A tudományos közéletben aktívan részt vett. Tagja volt a Magyar Tudományos Akadémia Botanikai Bizottságának, a Környezetvédelmi Bizottságnak, a Magyar Tudományos Akadémia Veszprémi Akadémiai Bizottságának, a (VEAB) Orvosi és Biológiai Szakbizottságának. Elnökségi tagja volt a Magyar Tudományos Akadémia VEAB Környezettudományi és Környezetvédelmi Szakbizottságának, amelynek elnöki tisztét töltötte be. A Magyar Biológiai Egyesület Botanikai Szakosztályának vezetőségi tagjaként működött. Tagja volt a Magyar Hidrológiai Társaságnak, a Növényi Géntartalékokat Koordináló Tanácsnak és a Nemzetközi Duna-kutató Bizottságnak. 
Széles körű külföldi szakmai kapcsolatrendszert épített ki, és tartott fenn. A bécsi Universität für Bodenkultur vendégprofesszora volt, de szoros szálak fűzték többek között  Hallehoz, Zürichhez, Salzburghoz, Grazhoz, Rómához is, jó kapcsolatot tartott fenn kolozsvári, pozsonyi, varsói, belgrádi, zágrábi, szófiai és ljubljanai botanikus körökkel is.
Fő kutatási területe a vizek, ártéri szintek vegetációjának elemzése volt. Kiemelkedő kutatásokat végzett az ártéri erdők típusainak feltárásában és kezelésük módjában, figyelembe véve a környezetvédelmi szempontokat.
Nevéhez számos szakcikk, könyvrészlet, egyetemi jegyzet is fűződik.

## Főbb munkái
- A füge. T.sz.: Jeszenszky Árpád (Budapest, 1956)
- A hazai Duna-ártér erdei (Vácrátót, 1958)
- Növénytani atlasz. T.sz. Bíró Krisztina. Kh. 1967
- Magyarországi ártéri szintek és vizek vegetációjának synökológiai és produkcióbiológiai viszonyai. Kh. 1973
- Magyarországi vizek és ártéri szintek növényfajtáinak ökológiai besorolása. Kh. 1978
- Növényrendszertan. Kh. 1980, új kiadás, 1996

## Díjai
- Akadémiai díj (1964)